# Anochetus mayri
Anochetus mayri es una especie de hormiga carnívora del género Anochetus, categorizada en la tribu Ponerini, de la subfamilia Ponerinae. Fue descrita por Emery en 1884.

## Distribución
Se distribuye por América: Barbados, Belice, Bolivia, Brasil, Colombia, Costa Rica, Cuba, Dominica, República Dominicana, Ecuador, El Salvador, Guayana Francesa, Granada, Guadalupe, Guatemala, Guyana, Haití, Honduras, Jamaica, Martinica, México, Nicaragua, Panamá, Perú, Puerto Rico, Santa Lucía, San Vicente y las Granadinas, Trinidad y Tobago, Estados Unidos, Islas Vírgenes de los Estados Unidos y Venezuela.

## Hábitat
Habita en el bosque húmedo tropical y lluvioso, la hojarasca, nidos y madera podrida. Se ha encontrado a elevaciones de 5 hasta 1540 m s. n. m.